# Themistonoe cacica
Themistonoe cacica là một loài bọ cánh cứng trong họ Cerambycidae..